# Xã Pilot, Quận Vermilion, Illinois
Xã Pilot (tiếng Anh: Pilot Township) là một xã thuộc quận Vermilion, tiểu bang Illinois, Hoa Kỳ. Năm 2010, dân số của xã này là 587 người.